# PEEPS!
PEEPS!（ピープス）は、ZIP-FMで2016年4月4日から2020年3月31日まで放送されていたラジオ番組である。

## 概要
ZIP-FM初の女性ナビゲーターが日替わりで担当する、平日夜の音楽情報番組。なお、番組名の「PEEPS」とは「仲間」や「友達」を意味し、アメリカの女子がよく使う言葉である。

## 放送時間
- ZIP-FM 毎週月曜 - 木曜 23:00 - 翌1:00（JST）

## 出演者

### ミュージックナビゲーター
|                       | 月曜日   | 火曜日   | 水曜日   | 木曜日     |
| --------------------- | -------- | -------- | -------- | ---------- |
| 2016年4月 - 2017年3月 | 花上裕香 | 川村茉由 | 上野智子 | 田口絵未花 |
| 2017年4月 - 2020年3月 | 花上裕香 | 川村茉由 | 清里千聖 | 上野智子   |

## ショートプログラム
- 23:20 - （月曜）恋愛サプリ
- 00:00 - BIRTHDAY PEEPS!(2019年に、中止)

## スペシャルプログラム
2019年4月30日の放送分では平成から令和への元号またぎの特別構成となっており、途中で時報ビープ音を鳴らしながら平成から令和へのカウントダウンを挿入した。
- 00:00 - NEW GENERATION PEEPS!